# Pico de las Nieves
Il Pico de las Nieves è la seconda montagna più alta dell'isola di Gran Canaria, raggiunge l'altezza di 1949 sul livello del mare.
Tradizionalmente è stato stabilito che il Pico de las Nieves è l'altitudine massima dell'isola di Gran Canaria, ma questo è incerto, poiché è in realtà il Morro de la Agujereada con 1.956 metri, che è vicino a Pico de las Nieves.